# Toumodi
Toumodi – miasto na środkowo-południowym Wybrzeżu Kości Słoniowej, w regionie Bélier. Według danych na rok 2014 liczyło 43 189 mieszkańców.